# Wacław de Lippe Lipski
 Wacław de Lippe Lipski (ur. 2 lutego 1889 w Gruzino, zm. ?) – podpułkownik saperów Wojska Polskiego, kawaler Orderu Virtuti Militari.

## Życiorys
Urodził się 2 lutego 1889 w miejscowości Gruzino. Ukończył 7-klasowy Korpus Kadetów nr 3, a następnie Inżynieryjną Szkołę Wojskową w Petersburgu. W latach 1907–1917 służył w Armii Rosyjskiej w 67 batalionie saperów i 6 pułku inżynieryjnym. W czasie I wojny światowej walczył na froncie niemieckim i austriackim.
W lipcu 1917 wstąpił do I Korpusu Polskiego. W czerwcu 1918, po kapitulacji korpusu, przedostał się do Murmańska, gdzie pełnił obowiązki dowódcy Legii Oficerskiej i Szkoły Oficerskiej przy Oddziale Polskim w Północnej Rosji.
W listopadzie 1918 wyjechał do Francji, gdzie został przydzielony do II batalion saperów 2 DSP Armii gen. Hallera. W sierpniu 1919 został dowódcą II batalionu saperów, a po jego przemianowaniu – dowódcą  XI batalionu saperów w okresie od kwietnia 1920  do kwietnia 1921), walcząc w wojnie polsko-sowieckiej.
Od 18 kwietnia 1921 dowodził 4 pułkiem saperów, a od listopada 1922 pełnił obowiązki dowódcy 6 pułku saperów.
W grudniu 1923 został oskarżony o czyny nierządne z żołnierzami i pobicie w stanie nietrzeźwym wartownika. W 1924 został zawieszony w czynnościach służbowych i skierowany na obserwację na oddziale zamkniętym Szpitala Okręgowego Nr X w Przemyślu. Z dniem 31 sierpnia 1924 roku został przeniesiony w stan spoczynku z powodu trwałej niezdolności do służby wojskowej stwierdzonej na podstawie przeprowadzonej superrewizji.
W maju 1924 zbiegł ze szpitala do Rosji Sowieckiej, gdzie został uwięziony i przesłuchiwany w Mińsku. W lipcu 1925 uciekł z Rosji i powrócił do Polski. W grudniu 1925 został skazany na karę 3 miesięcy twierdzy, a w listopadzie 1926 został przez Oficerski Sąd Honorowy w Przemyślu wykluczony z korpusu oficerskiego.

## Awanse
- podporucznik – 1910
- porucznik –  1912
- sztabskapitan – 1916
- kapitan – 1918
- major – 1919
- podpułkownik – 1 kwietnia 1920[1] (ze starszeństwem z dniem 1 czerwca 1919)[5]

## Ordery i odznaczenia
- Krzyż Srebrny Orderu Wojskowego Virtuti Militari[6]
- Krzyż Walecznych trzykrotnie, po raz 1[7] i 2[8]
- Medal Międzysojuszniczy „Médaille Interalliée” – 1925[9]
- Order Świętego Włodzimierza IV klasy
- Order Świętej Anny II, III i IV klasy
- Order św. Stanisława II i III klasy